# ČSD EM 475.1 sorozat
A ČSD EM 475.1, ČSD/ČD 451 egy csehszlovák villamos motorvonat-sorozat. A sorozatgyártás 1964 és 1968 között történt. Összesen 51 db készült a motorvonatból. Beceneve Békapofa.